# Chilenidad
Chilenidad littéralement chilinité (libre traduction du terme espagnol Chilenidad) est le terme utilisé au Chili pour décrire toutes les expressions culturelles du Chili qui sont nées au ou qui ont été adaptées sur le territoire chilien et dont l'emploi a subi au fil du temps, transmises d'une génération à l'autre, formant le courant de l'identité nationale.

## Description
Les expressions culturelles qui composent le Chili figurant à civiques événements (fêtes et monuments), les traditions orales (par exemple, les mythes et les légendes du Chili), le folklore (danses et musique), de l'artisanat, les festivals et les carnavals, jeux, de la gastronomie (aliments et boissons alcoolisées) et de la ferveur religieuse et populaire.
Beaucoup de ces événements ont eu leur origine au cours de la période coloniale à être spécifiques à la culture créole, la fusion de l'espagnol et des cultures autochtones, tandis que d'autres sont apparues au cours du XIXe siècle et du début du XXe siècle
La chilinité est généralement associée à la culture chilienne huasa, culture typique de la région rurale du centre du Chili, mais la chilinité est un concept plus large qui couvre les expressions populaires de tous les secteurs et régions du Chili. Après l'indépendance du Chili, au cours du XIXe siècle, le Chili a été enrichi avec la délimitation de ses frontières, en restant dans le territoire national, les expressions culturelles huasa, aymara, chilote, mapuche, Rapa Nui et de Patagonie.

## Activités typiques

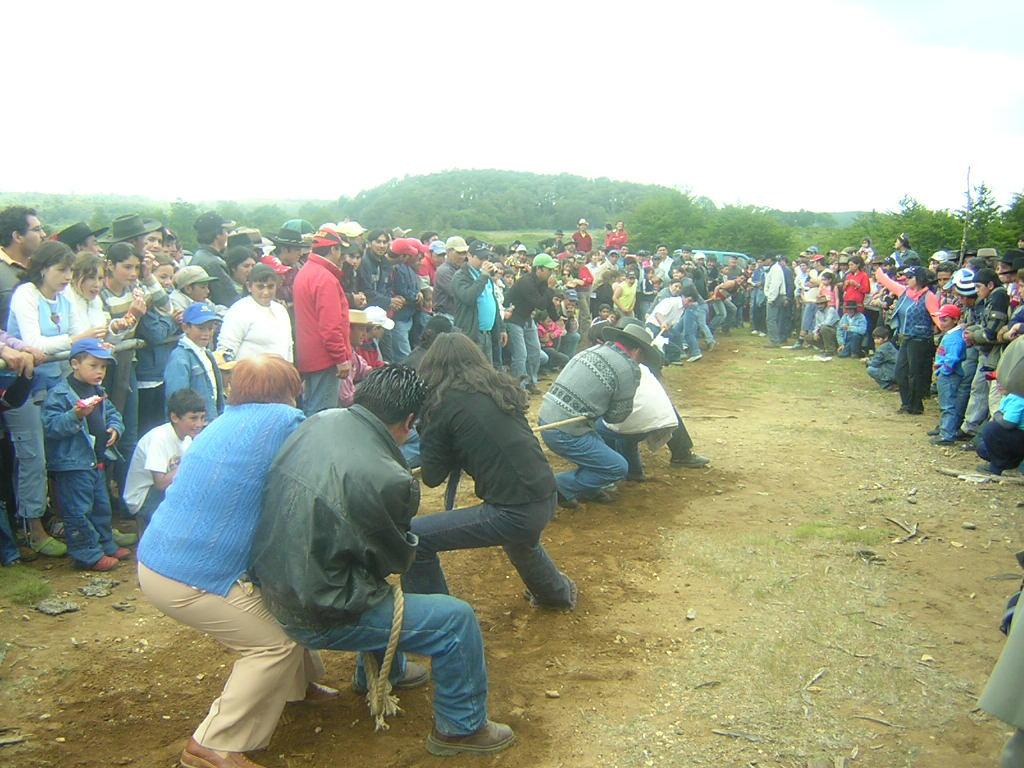
Tirer la corde, bien que n'étant pas autochtone du Chili, reste un jeu typique. Photo prise à Matte y Sánchez, situé dans la commune de Carahue

- Asado : On appelle asado ou parrillada le fait de manger des viandes cuites à la braise, des chorizos dans un pain appelé choripanes, et des anticuchos, c'est-à-dire des brochettes de viandes et de verdures. Le tout est cuit à la braise de charbon sur un petit barbecue appelés parilla ou quincho.

- Bigoteado : C’est un mélange de tous les fonds de verres et de bouteilles. Il est normalement consommé dans les milieux pauvres.

- Chicha : Alcool local, originaire de l'époque coloniale, il se compose d'un extrait de raisin ou de pomme fermenté par le même processus que le vin mais plus rapidement avec un peu de caramel. Le tout est mélangé avec de l'eau-de-vie ou autre. C'est en général une boisson douce, peu alcoolisée.

- Combarbalite : roche ornementale localisée aux seuls environs du bourg de Combarbala dans la région de Coquimbo.

- Cueca : Il s'agît d'une danse typiquement chilienne. Mais il existe deux types de danses, la traditionnelle, considérée plus élégante, où les hommes sont appelés huasos et les femmes chinas sont vêtus de la même façon, d'éperons et de vêtements. Cependant, depuis les années 1980 la cueca a été largement dépassée par les danses plus à la mode ou tropicales, principalement par la cumbia, le reggae ou la salsa.

- Empanadas : C'est une pâte de farine de blé frite ou rôtie, pliée en forme de demi-lune, dont l'intérieur contient du pino (de la viande avec des oignons), des olives et des œufs durs. Il est aussi fréquent de préparer des empanadas frites au fromage.

- Fonda : La fonda ou ramada est une enceinte légèrement couverte. C'est l'endroit où l'on pratique quelques activités du Mes de la Patria (Mois de la Patrie) c'est-à-dire boire de la chicha, danser la cueca et manger des empanadas.

- Jote : Mélange de boisson cola (Coca-Cola, Pepsi, etc.) avec du vin rouge de mauvaise qualité. Souvent consommé dans les milieux pauvres.

- Mote con huesillos : C'est du jus caramélisé avec du blé et des pêches sèches.

- Organillero : Ce sont les gens qui jouent de l'organillo (sorte de petit orgue) habituellement accompagnés par un perroquet qui lis la fortune sur de petits papiers. L'organillero vend aussi des barbes-à-papa.

- Palo ensebado : Il s'agit d'un tronc mis verticalement sur le sol, que l'on recouvre de graisse avec de la cire ou avec du sebo. Il est ensuite escaladé par les participants ; l'objectif étant d'arriver tout en haut.

- Défilé militaire du 19 septembre : C'est le défilé national qui se fait chaque année le 19 septembre dans le Parc O'Higgins, où l'armée du Chili, ainsi que les carabiniers, montrent leurs armes et leurs effectifs pendant que les avions de l'armée de l'air font des acrobaties. Les familles font voler des cerfs-volants aux alentours.

- Piscola : C'est un mélange d'un tiers de boisson type cola (Coca-Cola, Pepsi, etc.) avec deux tiers de pisco, c'est le cocktail le plus populaire et le plus connu au Chili.

- Rayuela (Jeu)

- Rodeo : Le rodéo est un sport où un cavalier monté à cheval, le huaso, doit faire pression sur un autre animal, généralement un jeune taureau, contre le mur d'une enceinte fermée. Le but du jeu est de le faire sur certaines parties du mur qui valent plus de points que d'autres. Les spectateurs peuvent aussi participer.

- Trompo : Le trompo est l'équivalent de la toupie.

- Vin chilien : On l'obtient grâce à la fermentation du raisin, il se consomme principalement pendant les fêtes.

- Volantin : C'est le mot utilisé pour désigner le cerf-volant au Chili. L'usage des volantines est développé au Chili à cause du climat. Le mois de septembre, par exemple, est très venteux dans la zone centrale du pays.